# We Are Public
We Are Public is een cultureel lidmaatschap dat zich inzet om meer publiek voor kunst en cultuur te genereren en zo makers en culturele instellingen te ondersteunen. Het streven van We Are Public is om een cultureel georiënteerd publiek toegang te geven tot kunst en cultuur over de gehele breedte van het veld. De organisatie werd in 2014 opgericht op initiatief van de Nieuwe Cultuur Stichting.

## Activiteiten
Begin 2019 ging het ledenaantal voorbij de 10.000 leden, verspreid over twaalf verschillende steden in Nederland. Voor een vast bedrag per maand krijgen leden een We Are Public-pas, waarmee ze onbeperkt naar meer dan 150 culturele activiteiten per maand kunnen gaan. De activiteiten worden geselecteerd door  curators, die gespecialiseerd zijn in verscheidene culturele disciplines. Onder het We Are Public-aanbod vallen o.a. films, muziek, theater, dans, opera en beeldende kunst, aangeboden door meer dan vierhonderd culturele partners. Bijna alle grote culturele instellingen in de We Are Public-steden zijn aangesloten bij dit lidmaatschap.

## Geschiedenis
We Are Public werd in 2014 in Amsterdam door cultureel ondernemers Leon Caren en Bas Morsch opgezet met als doel om, na de bezuinigingen op cultuur in de Nederlandse politiek, het tij te keren. Het We Are Public-aanbod beperkte zich in die tijd enkel tot Amsterdam, maar Caren en Morsch hadden een landelijk platform voor ogen. Op 31 oktober 2016 maakte We Are Public bekend dat de organisatie samen met de grote culturele instellingen in Den Haag op zoek zou gaan naar ten minste duizend leden in de Hofstad. Op 1 januari 2017 werd het aantal van duizend leden gehaald, waardoor er een definitieve stap richting de realisatie van een landelijk platform werd gezet. Hetzelfde jaar meldde ook de provincie Noord-Brabant zich bij We Are Public met de vraag om het lidmaatschap op te zetten in de volgende vijf steden: Eindhoven, Den Bosch, Tilburg, Breda en Helmond. In deze steden werden tijdens de wervingscampagne 2000 leden gevonden die zich aansloten bij We Are Public. In februari 2018 werd de stap naar Haarlem gezet, gevolgd door Leiden en Delft. Nog geen jaar later, in 2019 sloot ook de provincie Utrecht aan na een succesvolle werving van 2000 leden. In 2022 volgde Rotterdam en in 2025 Arnhem.
We Are Public-steden:
- Amersfoort
- Amsterdam
- Arnhem
- Breda
- Delft
- 's-Hertogenbosch
- Den Haag
- Eindhoven
- Haarlem
- Helmond
- Leiden
- Rotterdam
- Tilburg
- Utrecht (stad)

## Eigen projecten
In augustus 2018 organiseerde We Are Public het eigen kunstproject FREE ART NOW in de openbare ruimte van Amsterdam. De werken van kunstenaars Jan Hoek, Ruth van Beek, Danielle van Ark, Celine Manz, Melanie Bonajo en Tom Callemin werden door de hele stad vertoond op 2500 posters en op 12 reclamezuilen.
Begin 2019 riep We Are Public Front Row in het leven: een doorlopend cultureel experiment. Met Front Row maakt We Are Public grensverleggende programma’s, samen met de beste nieuwe makers van nu. 